# WBFAL liga
WBFAL (eng. Women Basketball Friendship Adriatic League, hrv. Jadranska ženska košarkaška prijateljska liga je međunarodna ženska košarkaška liga koja okuplja klubove iz Bosne i Hercegovine, Crne Gore i Hrvatske. Njezini članovi istovremene nastupaju i u svojim nacionalnim prvenstvima, kao i u drugim ligama kao MŽRKL.

## Sudionici 2013./14.
- Trebinje 03, Trebinje
- Lovćen, Cetinje
- Primorje, Herceg Novi
- Budućnost Volkano, Podgorica
- Ragusa, Dubrovnik
- Vodice, Vodice

## Prvaci i doprvaci
| sezona    | prvakinje           | doprvakinje      |
| --------- | ------------------- | ---------------- |
| 2012./13. | Budućnost Podgorica | Ragusa Dubrovnik |
| 2013./14. | Budućnost Podgorica | Ragusa Dubrovnik |
| 2014./15. | Ragusa Dubrovnik    | Lovćen Cetinje   |

## Poveznice i izvori
- MŽRKL
- MEL
- A-1 Hrvatska košarkaška liga (žene)
- službene stranice  Arhivirana inačica izvorne stranice od 9. studenoga 2013. (Wayback Machine)
- Košarkaška “Jadransko-Jaranaska liga”: “Izum ” Trebinja i Dubrovnika , neznase.ba  Arhivirana inačica izvorne stranice od 9. studenoga 2013. (Wayback Machine), pristupljeno 8. studenog 2013.